# Carnie Wilson
Carnie Wilson (Los Angeles, 29 aprile 1968) è una cantante e conduttrice televisiva statunitense.
È principalmente nota per essere, assieme alla sorella Wendy e all’amica  Chynna Phillips, fondatrice del gruppo Wilson Phillips.

## Biografia
Carnie Wilson è la figlia di Brian Wilson, cantante dei Beach Boys e della sua prima moglie, Marilyn Rovell.
Ha co-fondato Wilson Phillips con sua sorella minore Wendy e l'amica d'infanzia Chynna Phillips quando erano adolescenti. Hanno pubblicato diversi album, molti dei quali hanno riscosso successo e hanno venduto milioni di copie.
Il gruppo si è sciolto una prima volta nel 1993, dopodiché si è unito è sciolto più volte, attualmente il trio continua a produrre musica e fare concerti.
Carnie è anche una nota presentatrice televisiva e spesso conduce programmi radiofonici e televisivi.

## Vita privata
I suoi zii erano Dennis Wilson e Carl Wilson; è inoltre cugina di Kevin Love, figlio di Stan Love, a sua volta cugino dei fratelli Wilson.
È sposata dal 2000 con Robert Bonfiglio, dalla relazione sono nati due bambini.